# Pentti Isotalo
Pentti Veijo Isotalo (* 17. Februar 1927 in Tampere; † 9. Juli 2021) war ein finnischer Eishockeyspieler und -schiedsrichter.

## Werdegang
Pentti Isotalo gab 1942 sein Debüt bei Tampereen Ilves. Bis 1958 absolvierte er 91 Spiele für den Klub. Dabei wurde Isotalo mit den Ilves siebenfacher finnischer Meister (1945, 1946, 1947, 1950, 1951, 1952 und 1957).
Mit der finnischen Nationalmannschaft nahm Isotalo an der Weltmeisterschaft 1951 und an den Olympischen Winterspielen 1952 in Oslo teil. Insgesamt spielte er 38 Mal für die Nationalmannschaft.

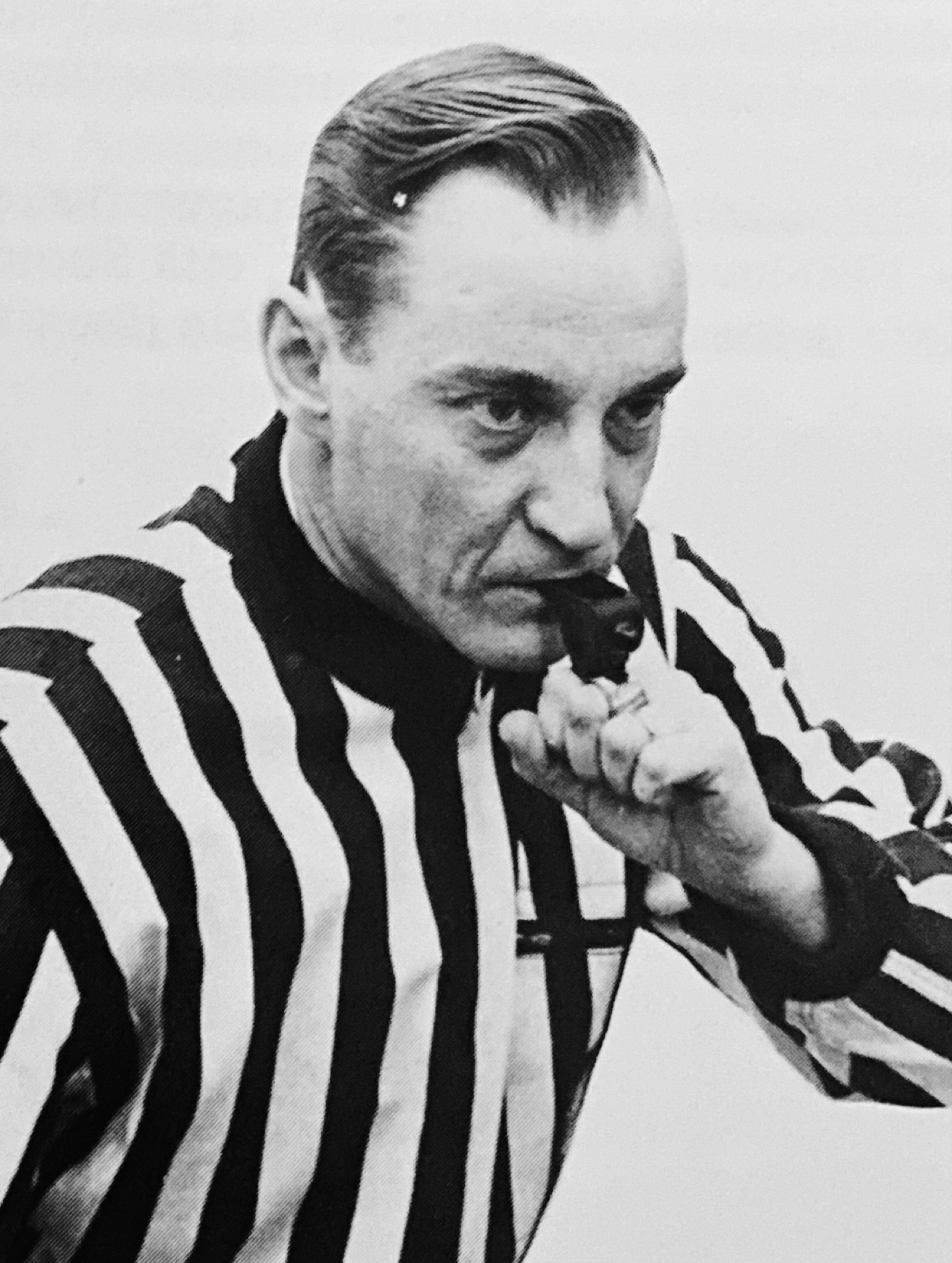
Pentti Isotalo

Mit dem Ende seiner aktiven Laufbahn als Spieler 1958 wurde Isotalo Schiedsrichter und leitete bis 1973 Spiele. Unter anderem war er in dieser Rolle bei sechs Weltmeisterschaften und den Olympischen Winterspielen 1964 in Innsbruck tätig. Isotalo galt als einer der besten Schiedsrichter seines Landes. Von 1972 bis 1974 Mitglied der Schiedsrichterkommission der IIHF und später von 1975 bis 2002 als Schiedsrichterausbilder in Finnland aktiv.
Seit 1995 ist die Pentti-Isotalo-Trophäe, die jährlich an den besten Linienrichter der Saison vergeben wird, nach ihm benannt. 1985 wurde er in die Finnische Eishockey-Ruhmeshalle aufgenommen.